# Nathaniel Chalobah
Nathaniel Nyakie Chalobah, född 12 december 1994, är en engelsk fotbollsspelare som spelar för Sheffield Wednesday. Han spelar främst som försvarare eller mittfältare. 

## Klubbkarriär
Chalobah föddes i Freetown i Sierra Leone och spelade som junior för Chelseas akademi. Under sin tid i akademin vann han FA Youth Cup både 2010 och 2012. Han skrev i januari 2012 på sitt första professionella kontrakt med Chelsea, ett kontrakt som varade fram till sommaren 2014.
Chalobah lånades den 31 augusti 2012 ut till Championship-klubben Watford, ett lån som varade fram till i januari 2013. Han gjorde sin debut för klubben den 18 september 2012 i en match mot Brighton & Hove Albion, där han i den 73:e minuten byttes in mot Fernando Forestieri. Han gjorde sin första match från start i Watfords 2–2-match mot Bristol City den 23 september. Den 17 november gjorde Chalobah sitt första mål för Watford i en 2–1-vinst över Wolverhampton Wanderers.
Den 2 januari 2013 förlängde Chalobah sitt lån i Watford fram till slutet av säsongen 2012–13. Han blev i februari 2013 utnämnd till "England Men’s Youth Player of the Year", vilket är en utmärkelse som ges ut årligen till den bästa unga fotbollsspelaren i England.
Den 31 augusti 2021 värvades Chalobah av Fulham, där han skrev på ett tvåårskontrakt.
Den 31 januari 2023 värvades Chalobah av West Bromwich Albion, där han skrev på ett kontrakt till sommaren 2024. Den 13 juli 2024 värvades Chalobah av Sheffield Wednesday.

## Meriter

### Landslag
England U-17
- UEFA European Under-17 Football Championship: 2010

England U-21
- Toulon Tournament: 2016

### Individuella
- England Men's Youth Player of the Year: 2013
- Football League Young Player of the Month: May 2013